# Stazione di Chūshojima
La stazione di Chūshojima (中書島駅?, Chūshojima-eki) è una stazione ferroviaria delle Ferrovie Keihan situata nel quartiere di Fushimi-ku della città di Kyoto nella prefettura omonima, in Giappone. La stazione è servita dalla linea principale Keihan e dalla linea Keihan Uji, ed è dotata di 4 binari passanti in superficie.

## Linee e servizi

### Treni
Ferrovie Keihan
● Linea principale Keihan
● Linea Keihan Uji

## Struttura
La stazione è costituita due marciapiedi laterali e uno a isola centrale con quattro binari passanti in superficie.
| 1 | ● Linea principale Keihan | per Tambahashi, Sanjō e Demachiyanagi (ora di punta)                                         |
| 2 | ● Linea principale Keihan | per Hirakatashi, Moriguchishi, Kyōbashi, Chūshojimayabashi o Nakanoshima (linea Nakanoshima) |
| 3 | ● Linea Keihan Uji        | per Rokujizō e Uji                                                                           |
| 4 | ● Linea Keihan Uji        | per Rokujizō e Uji (solo la mattina)                                                         |

## Stazioni adiacenti
| «                       | Servizio                                                    | »                       |
| Linea principale Keihan | Linea principale Keihan                                     | Linea principale Keihan |
| ----------------------- | ----------------------------------------------------------- | ----------------------- |
| Yodo                    | Locale Subespresso Subespresso pendolari                    | Fushimi-Momoyama        |
| Yawatashi               | Espresso                                                    | Tambahashi              |
| Yodo                    | Espresso (Yodo - Demachiyanagi)                             | Tambahashi              |
| Kuzuha                  | Espresso Rapido Espresso Rapido pendolari Espresso Limitato | Tambahashi              |
| Linea Keihan Uji        |                                                             |                         |
| Capolinea               | Locale                                                      | Kangetsukyō             |